# Anton H. Westergård
Anton Hilmer Westergård (* 8. Mai 1880 in Ränneslöv; † 25. Februar 1968 in Stockholm) war ein schwedischer Paläontologe.

## Leben und Wirken
Anton Westergaard war der Sohn eines Bauern. Er wurde 1909 an der Universität Lund promoviert und arbeitete 1910 bis 1945 für die schwedische geologische Landesanstalt (Sveriges Geologiska Undersökning) und war Direktor von deren Museum. Westergaard ist bekannt für seine Untersuchung des Kambriums von Schweden, dargestellt zum Beispiel in seinem Hauptwerk Sveriges Olenidskiffer (Sveriges Geolog. Unders., Nr. 18, 1922), dass die Stratigraphie des oberen Kambriums von Schweden beschreibt und mit den benachbarten skandinavischen Ländern in Verbindung setzt (und gleichzeitig 28 neue Trilobitenarten beschreibt). Dafür erhielt er 1939 die Charles Doolittle Walcott Medal. Westergaard war Ehrenmitglied der Paleontological Society (1925) und auswärtiges Mitglied der Geological Society of London (1952).

## Schriften
- Westergård, A.H., 1922: Sveriges olenidskiffer. Sveriges Geologiska Undersökning Ca 18, 1–205.
- Westergård, A.H., 1936: Paradoxides œlandicus beds of Öland, with the account of a diamond boring through the Cambrian at Mossberga. Sveriges Geologiska Undersökning C 394, 1–67.
- Westergård, A.H., 1941: Skifferborrningarna i Yxhultstrakten i Närke 1940. Sveriges Geologiska Undersökning C 442, 1–20.
- Westergård, A.H., 1944: Borrningar genom alunskifferlagret på Öland och i Östergötland 1943. Sveriges Geologiska Undersökning C 463, 1–22.
- Westergård, A.H., 1944: Borrningar genom Skånes Alunskiffer 1941–42. Sveriges Geologiska Undersökning C 459, 1–45.
- Westergård, A.H., 1946: Agnostidea of the Middle Cambrian of Sweden. Sveriges Geologiska Undersökning C 477, 1–140.
- Westergård, A.H., 1947: Nya data rörande alunskifferlagret på Öland. Sveriges Geologiska Undersökning C 483, 1–12.
- Westergård, A.H., 1947: Supplementary notes on the Upper Cambrian trilobites of Sweden. Sveriges Geologiska Undersökning C 489, 1–35.
- Westergård, A.H., 1948: Non-agnostidean trilobites of the Middle Cambrian of Sweden I. Sveriges Geologiska Undersökning C 498, 1–33.
- Westergård, A.H., 1950: Non-agnostidean trilobites of the Middle Cambrian of Sweden II. Sveriges Geologiska Undersökning C 511, 1–57.
- Westergård, A.H., 1953: Non-agnostidean trilobites of the Middle Cambrian of Sweden III. Sveriges Geologiska Undersökning C 526, 1–59.

## Belege
- Report of the National Academy of Sciences 1939, zur Verleihung der Walcott Medaille
- Svenska män och kvinnor: biografisk uppslagsbok, Band 8, Bonner 1955
- Nachruf in Proc. Geological Society of London, 1970